# نهائي كوبا ليبرتادوريس 1973
كانت نهائيات كوبا ليبرتادوريس عام 1973 هي آخر مباراة ذهابًا وإيابًا لتحديد بطل كوبا ليبرتادوريس عام 1973 . وخاضها نادي إندبندينتي الأرجنتيني ونادي كولو كولو التشيلي. أقيمت مباراة الذهاب في 22 مايو على ملعب أفيلانيدا على أرضه ، فيما أجريت مباراة الإياب في 29 مايو في سانتياغو دي تشيلي.
فاز إندبندينتي بالمجموعة بعد فوزه في مباراة فاصلة 2-1 في ملعب سينتيناريو في مونتيفيديو ،  محققًا لقب كأس ليبرتادوريس الرابع.  كانت المباراة النهائية مثيرة للجدل ، حيث اشتكت وسائل الإعلام التشيلية وبعض لاعبي كولو كولو من الحكام ، واتهموهم بتلقي رشاوى لصالح إنديبندينتي. 

## الفرق المتأهلة
| فريق        | مشاركات سابقة (الخط الغليظ يشير إلى فوز) |
| ----------- | ---------------------------------------- |
| انديبندينتي | 1964 ، 1965 ، 1972                       |
| كولو كولو   | -                                        |